# Ludwik Fleck
Ludwik Fleck, född 11 juli 1896 i Lemberg, död 5 juli 1961 i Ness Ziona, var en polsk läkare och biolog som på 1930-talet publicerade en kunskapsteoretisk modell som bygger på begreppen tankestil, tankekollektiv, tanketvång och så vidare. Dessa begrepp använde han i verket Uppkomsten och utvecklingen av ett vetenskapligt faktum: Inledning till läran om tankestil och tankekollektiv (tyska Entstehung und Entwicklung einer wissenschaftlichen Tatsache: Einführung in die Lehre vom Denkstil und Denkkollektiv) vilken utkom 1935. Den svenska översättningen publicerades 1997. 
Flecks bidrag inom det vetenskaps- och kunskapsteoretiska området var tidigare tämligen okänt då Flecks artiklar och böcker i huvudsak publicerats på polska och tyska. De uppmärksammades av bland andra Thomas Kuhn som senare publicerade sin kunskapsteori där Flecks begrepp ”tankestil” och ”tankekollektiv” snarast kan jämföras med Kuhns begrepp ”paradigm” och ”scientific community”  Fleck skrev att utvecklingen av sanning i den vetenskapliga forskningen var ett ouppnåeligt ideal och att olika forskare var låsta i tankekollektiv. Han menade att utvecklingen av vetenskapliga insikter inte var enkelriktad och inte består av att bara samla nya bitar av information utan också avfärda de gamla. 

## Biografi
Fleck föddes i Lemberg och växte upp i den kulturellt autonoma österrikiska provinsen Galizien. Han skrevs in vid Jan Kazimierz universitetet i Lwów, där han avlade läkarexamen. År 1920 blev han assistent åt tyfusspecialisten Rudolf Weigl, professor i biologi och medicin vid universitetet i Lwów. Från 1923 till 1935 arbetade Fleck först inom medicinkliniken i Allmänna sjukhuset i Lwów och blev sedan chef för bakteriologiska laboratoriet vid lokala sociala försäkringskassans bakteriologiska laboratorium. Från 1935 arbetade han i det privata bakteriologiska laboratorium som han tidigare hade grundat. 
I och med Nazitysklands ockupation av Lemberg 1941 deporterades Fleck tillsammans med sin hustru, Ernestina Waldman, och son Ryszard till stadens judiska getto. Han fortsatte sin forskning på sjukhuset och utvecklade ett nytt förfarande där han skapade vaccin ur urin från tyfuspatienter. Fleck och hans familj greps i december 1942 och deporterades året därpå till koncentrationslägret Auschwitz. Hans uppgift i lägret var att diagnostisera syfilis, tyfus och andra sjukdomar med hjälp av serologiska tester. Från december 1943 till befrielsen av Polen den 11 april 1945 var Fleck internerad i Buchenwald. 
Mellan 1945 och 1952 tjänstgjorde Fleck som chef för mikrobiologiska institutionen i Marie Curie-Skłodowska-universitetet i Lublin. År 1952 flyttade han till Warszawa för att bli direktör för avdelningen för mikrobiologi och immunologi. År 1954 invaldes han som ledamot i polska vetenskapsakademin. I sin forskning fokuserade Fleck på leukocyter i infektionssjukdomar och stressituationer. Mellan 1946 och 1957 publicerade han 87 medicinska och vetenskapliga artiklar på polska, franska, engelska och schweiziska tidskrifter. År 1951 tilldelades Fleck det nationella priset för vetenskapliga framsteg. 
År 1956 emigrerade Fleck till Israel, där han verkade vid Israel Institute for Biological Research. Han dog 1961 vid en ålder av 64 i en hjärtattack.
Ludwik Fleck-priset, instiftat 1992, delas ut varje år för bästa bok inom naturvetenskap och teknik.